# Microsoft Office 2007
Chronologie des versions
Microsoft Office 2003 Microsoft Office 2010
Microsoft Office 2007, anciennement nommé Office 12, est une évolution de la suite bureautique de Microsoft depuis sa création sortie le 30 janvier 2007 en remplacement de Microsoft Office 2003.
Parmi les nouveautés, les applications globales restent les mêmes et vient s’ajouter Office « 12 » Server et Microsoft Expression Web (succédant à FrontPage). La gamme Groove fait également son entrée dans Office 2007 avec une composante « client », Microsoft Office Groove, et une gamme « Serveurs » contenant Groove Management Server, Groove DataBridge, et Groove Relay Server. La majorité de ces logiciels possède une nouvelle interface graphique basée sur une bande de commandes nommée Ruban, dont les fonctions changent en fonction de l'onglet actif.
SharePoint devrait normalement incorporer plusieurs technologies de postes à postes en suivant notamment l’embauche du fondateur de la société Groove Networks, Inc. (créateur de Groove et de Lotus Notes) : Ray Ozzie.

## Une interface graphique remaniée
L’interface baptisée « Ribbon » (Ruban) est remaniée pour le noyau des applications d’Office : Word, Excel, PowerPoint, Access et le client de messagerie Outlook (ce sont les programmes que les utilisateurs utilisent le plus). L’objectif est de faire disparaître la barre d’outils habituelle (Nouveau / Couper/Copier/Coller…) afin de créer un outil beaucoup plus proche des manipulations logiques et usuelles des utilisateurs, avec une amélioration de la convivialité, incluant des menus déroulants, mais aussi une forte personnalisation de l’interface graphique.
Cette modularité profitera aussi aux développeurs : auparavant, il était difficile de rajouter des fonctionnalités aux menus surchargés et aux barres d’outils proliférantes, sans compter les boîtes de dialogue ; la réduction de l’espace de travail et l’optimisation des fonctionnalités le permettent. Ainsi, l’utilisateur pourra davantage se concentrer sur son travail.
Cependant, l'utilisateur qui avait l'habitude d'accroître son efficacité en personnalisant ses barres d'outils et ses menus, dans lesquels il pouvait à volonté, sans connaissances en programmation, intégrer des commandes et des macros, se voit ainsi privé d'un outil de productivité et certains voient dans la nouvelle interface une régression. Une unique barre d'outils personnalisable reste toutefois disponible, la barre d'outils accès rapide.
La suppression de ces fonctions de personnalisation est largement expliquée par Microsoft : les enquêtes réalisées par l'éditeur montrent que seulement 0.3 % des utilisateurs personnalisaient plus de quatre commandes dans les barres et menus des versions précédentes de Microsoft Office[réf. nécessaire]. Le choix a donc été fait de ne pas reconduire ces fonctions. Sur la base de 450 millions d'utilisateurs payants de Microsoft Office, ce sont donc 1,35 million d'entre eux, parmi les plus experts, qui sont ainsi lésés par les développeurs de Microsoft. On peut toutefois se réjouir que la nouvelle interface apporte une simplification indéniable pour la très grande majorité.

## Nouveautés

### Office Open XML
Cette suite devait voir l'arrivée d'un nouveau format XML qui permettra le développement d’outils spécifiques pour les développeurs : Office Open XML. En 2008, Microsoft a informé que le format OOXML standardisé par l'ISO (29500) ne sera pas intégré dans Office 2007, mais dans la version suivante, actuellement connue sous le nom de Office 14.
La firme de Redmond propose déjà gratuitement les spécifications de formats de fichiers XML pour Office 2003 ; ce qui permet aux utilisateurs d'être sûrs que leurs documents peuvent être ouverts par différents logiciels.
L'éditeur espère aussi contrer les formats rivaux, notamment Open Document, soutenu par IBM, Sun Microsystems, Novell, Adobe Systems et Google.

### Formats des fichiers en XML
Les anciens suffixes de fichier .doc, .ppt et .xls, sont complétés par les nouveaux suffixes .docx, .pptx  et .xlsx; ces nouveaux suffixes marquent l'utilisation d'un format XML par Microsoft Office comme format par défaut. L’avantage principal vient de la compression des documents XML au format ZIP qui réduit fortement la taille des fichiers. L'inconvénient de ces nouveaux formats est qu'ils ne peuvent généralement pas être lu et modifiés nativement avec des logiciels antérieurs à Microsoft Office 2007 ou OpenOffice.org 3.0 / LibreOffice 3.0. Microsoft propose néanmoins des packs de compatibilité en téléchargement gratuit pour les versions antérieures d'office (jusqu'à office 2000).
Les formats .doc, .ppt et .xls peuvent donc rester préférables pour des raisons d'interopérabilité.

### OpenDocument
Microsoft Office 2007 prend en charge le format OpenDocument (.odt) depuis le SP2 sorti le 28 avril 2009 soit près de quatre ans après ses principaux concurrents du monde libre. Toutefois, un bogue dans le logiciel provoque une alerte lors de l'ouverture d'un fichier au format ODF 1.2. L'utilisateur doit alors passer par une procédure de récupération pour ouvrir le fichier.

### Prise en charge du formatPDF
Les utilisateurs étaient obligés de contourner le manque de prise en charge du PDF soit en utilisant une imprimante PDF, soit en choisissant OpenOffice, qui fournissait ces plug-in par défaut. La pression des MVP (Most Valuable Professional) n’est certainement pas étrangère à ce « partenariat » avec Adobe, qui fournissait auparavant la macro à intégrer pour enregistrer en PDF sous Office[réf. nécessaire]. Microsoft gardera aussi son format XPS, issu de Metro. À la suite des réticences d'Adobe, ces deux formats ne sont pas inclus dans la suite mais doivent être téléchargés par les utilisateurs pour être disponible dans toutes les applications de la suite.
Le Service Pack 2, sorti le 29 avril, inclut l'outil d'export PDF et XPS qui était auparavant un téléchargement indépendant.

## Continuité
Microsoft Office 12 se développe sur les bases d'Office 2003. La compatibilité avec les documents Office antécédents à 12 se fera jusqu'à la version de Microsoft Office 97; ceci est rassurant en soi, mais risque de poser des problèmes pour les administrations ou PME utilisant toujours Access 97, qui n’a pas été converti à Access 2000.

## Nouvelles fonctionnalités
Le moteur de base de données de Microsoft Access s'ouvre au débutant et tend à faciliter leur tâche d'analyse et de conception avec : les champs multi-valués.

## Traductions
Microsoft Office 2007 est traduit en 100 langues, dont des langues régionales comme l'alsacien ou le breton.

## Éditions
| Applications | Famille et Étudiant | Standard | PME | Professionnel | Intégrale |
| ------------ | ------------------- | -------- | --- | ------------- | --------- |
| Word         | Oui                 | Oui      | Oui | Oui           | Oui       |
| Excel        | Oui                 | Oui      | Oui | Oui           | Oui       |
| PowerPoint   | Oui                 | Oui      | Oui | Oui           | Oui       |
| Outlook      | Non                 | Oui      | Oui | Oui           | Oui       |
| Publisher    | Non                 | Non      | Oui | Oui           | Oui       |
| Access       | Non                 | Non      | Non | Oui           | Oui       |
| Groove       | Non                 | Non      | Non | Non           | Oui       |
| OneNote      | Oui                 | Non      | Non | Non           | Oui       |
| InfoPath     | Non                 | Non      | Non | Non           | Oui       |

#### Office
- Joyce Cox, Curties Frye, M. Dow III Lambert, Steve Lambert, John Pierce et Joan Preppernau, 2007 Microsoft Office System, Redmond, Microsoft Press, coll. « Step by Step », 2008, 2e éd., 960 p. (ISBN 978-0-7356-2531-0, présentation en ligne)
- Joyce Cox, Joan Preppernau, Curties D. Frye, Steve Lambert et Dow III Lambert (trad. de l'anglais), Microsoft Office 2007, Paris, Microsoft Press, coll. « Étape par Étape », 2007, 640 p. (ISBN 978-2-10-051018-4, présentation en ligne)
- Jerry Joyce, Gerald Joyce et Marianne Moon, 2007 Microsoft Office System, Sebastopol, Microsoft Press, coll. « Plain & Simple », 2007, 384 p. (ISBN 978-0-7356-2273-9, présentation en ligne)
- Microsoft Office 2007, Paris, ENI Éditions, coll. « Référence Bureautique », 2008, 401 p. (ISBN 978-2-7460-4203-2, présentation en ligne)
- John Pierce, 2007 Microsoft Office System, Redmond, Microsoft Press, coll. « Inside Out », 2007, 1312 p. (ISBN 978-0-7356-2324-8, présentation en ligne)
- Joan Preppernau, Joyce Cox et Curties Frye, Microsoft Office Home and Student 2007, Redmond, Microsoft Press, coll. « Step by Step », 2007, 512 p. (ISBN 978-0-7356-2560-0, présentation en ligne)

#### Word
- Joyce Cox et Joan Preppernau (trad. de l'anglais), Microsoft Word 2007, Paris, Microsoft Press, coll. « Étape par Étape », 2007, 377 p. (ISBN 978-2-10-050632-3, présentation en ligne)
- Microsoft Word 2007, Paris, ENI Éditions, coll. « Référence Bureautique », 2007, 461 p. (ISBN 978-2-7460-3496-9, présentation en ligne)
- Katherine Murray, Mary Milhollon et Beth Melton, Microsoft Office Word 2007, Redmond, Microsoft Press, coll. « Inside Out », 2007, 912 p. (ISBN 978-0-7356-2330-9, présentation en ligne)
- Word 2007, Paris, ENI Éditions, coll. « Repère », 2007, 446 p. (ISBN 978-2-7460-3775-5, présentation en ligne)

#### Excel
- Mark Dodge et Craig Stinson (trad. de l'anglais), Microsoft Excel 2007, Paris, Microsoft Press, coll. « De fond en comble », 2007, 576 p. (ISBN 978-2-10-051179-2, présentation en ligne)
- Curtis D. Frye (trad. de l'anglais), Microsoft Excel 2007, Paris, Microsoft Press, coll. « Étape par Étape », 2007, 378 p. (ISBN 978-2-10-050631-6, présentation en ligne)
- Wayne L. Winston (trad. de l'anglais), Microsoft Excel 2007 pour l'entreprise, Paris, Microsoft Press, 2008, 288 p. (ISBN 978-2-10-051525-7, présentation en ligne)

#### PowerPoint
- Joyce Cox et Joan Preppernau (trad. de l'anglais), Microsoft PowerPoint 2007, Paris, Microsoft Press, coll. « Étape par Étape », 2007, 318 p. (ISBN 978-2-10-050850-1, présentation en ligne)

#### Outlook
- Jim Boyce, Beth Sheresh et Doug Sheresh, Microsoft Office Outlook 2007, Redmond, Microsoft Press, coll. « Inside Out », 2007, 1120 p. (ISBN 978-0-7356-2328-6, présentation en ligne)
- Joyce Cox et Joan Preppernau (trad. de l'anglais), Microsoft Outlook 2007, Paris, Microsoft Press, coll. « Étape par Étape », 2007, 368 p. (ISBN 978-2-10-051017-7, présentation en ligne)

#### Publisher
- Joyce Cox et Joan Preppernau, Microsoft Office Publisher 2007, Redmond, Microsoft Press, coll. « Step by Step », 2010, 256 p. (ISBN 978-0-7356-2299-9, présentation en ligne)
- Microsoft Publisher 2007, Paris, ENI Éditions, coll. « Référence Bureautique », 2007, 359 p. (ISBN 978-2-7460-3617-8, présentation en ligne)

#### Access
- Joyce Cox, M. Dow III Lambert et Joan Preppernau (trad. de l'anglais), Microsoft Access 2007, Paris, Microsoft Press, coll. « Étape par Étape », 2007, 352 p. (ISBN 978-2-10-050851-8, présentation en ligne)
- John Viescas et Jeff Conrad (trad. de l'anglais), Microsoft Access 2007, Paris, Microsoft Press, coll. « De fond en comble », 2007, 624 p. (ISBN 978-2-10-051371-0, présentation en ligne)